# Cynolebias altus
Cynolebias altus es una especie de pez de la familia de los rivulinos en el orden de los ciprinodontiformes.

## Morfología
Los machos pueden alcanzar los 13,3 cm de longitud total y las hembras los 9,39 cm.

## Distribución geográfica
Se encuentran en Sudamérica: Brasil.